# Uno Alfredéen
Nils Uno Alfredéen, (4 de marzo de 1936 – 29 de junio de 2017), fue un empresario y ejecutivo sueco. Alfredéen fue doctor honoris causa en tecnología por la Universidad de Linköping, así como miembro de la Real Academia Sueca de Ciencias de la Ingeniería.
Alfredéen fue presidente de varias empresas, como Industrifonden, Företagskapital, Swedfund, Logica Svenska AB, la empresa de impresoras Array Printers, la empresa de conocimiento Celemi y Cambridge Technology Partners. Actuó como miembro en Backupcentralen, ÅF Industriteknik, Jibeck, Telia Data y Mydata Automation. Basado en su especialidad de crear alianzas estratégicas, tuvo numerosos encargos en Estados Unidos, Japón y varios países europeos.
También lideró programas de desarrollo para directivos, fue autor del libro "El arte de construir empresas exitosas" y participó en la fundación de la Academia de Consejos de Administración.

## Familia
Los padres de Alfredéen fueron Uno Allan Alfredéen y Alice Alfredéen. Estuvo casado con Monika Alfredéen; juntos tuvieron tres hijos y nueve nietos.